# Cerro Tunari
Cerro Tunari är ett berg i Bolivia.   Det ligger i departementet Cochabamba, i den centrala delen av landet, 230 km nordväst om huvudstaden Sucre. Toppen på Cerro Tunari är 4 639 meter över havet, eller 42 meter över den omgivande terrängen. Bredden vid basen är 0,54 km.
Terrängen runt Cerro Tunari är kuperad åt nordväst, men åt sydost är den bergig. Runt Cerro Tunari är det ganska tätbefolkat, med 230 invånare per kvadratkilometer.. Närmaste större samhälle är Quillacollo, 15,4 km sydost om Cerro Tunari.
Trakten runt Cerro Tunari består i huvudsak av gräsmarker.